# 劉偉聰
劉偉聰（英語：Lawrence Lau Wai-chung，1968年1月4日—），大律師，前區域法院暫委裁判官，前香港深水埗區議會又一村選區議員。劉偉聰大學時期是港大辯論隊員及隊長，1993年香港大學法律學院畢業，執業前曾加入皇家香港警察，其後擔任自由黨創黨主席李鵬飛助手，為演講辭寫手。1995年起執業。
2000至2005年赴倫敦政治經濟學院修讀政治哲學，探討公平、公正、公義。2010至2012先後任暫委特委裁判官及暫委裁判官。劉偉聰過去數年接過不少矚目個案，包括為「以胸襲警」女被告辯護，亦曾擔任「旺角騷亂」被告盧建民的代表大律師。2019年，劉偉聰在區議會選舉挑戰自由黨又一村區議員李梓敬，最終以2,487票對2,391票擊敗對手當選。
於2020年3月，劉偉聰透過facebook宣布嚴正考慮參與九龍西立法會選舉。2021年9月，劉偉聰因在新宣誓要求下被裁定宣誓未被確認，即時離任區議員一職。

## 早年生活
劉偉聰出身基層，父母分別是巴士司機和車衣女工。與大部份出生於1970年代的香港人一樣，劉偉聰自小住在新蒲崗的板間房。7、8歲那年，劉家得到「上樓」機會，舉家遷往荔景邨。中小學時期的劉偉聰未有花許多時間讀教科書，「我只會花最低限度的力氣應對教科書和考試制度，那太笨了」。
A-Level期間，劉偉聰錯誤分配讀書時間，一度與大學失諸交臂。重考期間，他在某大航空公司當過電腦系統管理員，亦投考過懲教署。1993年，劉偉聰畢業於港大法律系，三年後正式成為執業大律師。為自由黨創黨主席李鵬飛寫過演講文稿、在倫敦政經學院讀過五年政治哲学，最終卻因與法籍導師鬧翻而未能獲得博士學位。一路迂迴，劉偉聰最終又回到法律界，至今執業已逾廿載。

## 政治生涯

### 投考政務主任
大學畢業後，政務主任（AO）成為劉偉聰的首選，希望見證回歸後出現雙普選。面試期間，他向當時的面試委員會主席葉劉淑儀（後來成為保安局局長）表明希望到憲制事務科服務；最終其獲有條件取錄，只要他取得二級乙等榮譽或以上的成績畢業，便能加入AO團隊。但他大學生涯翹課無數，「主修辯論隊」的劉偉聰，只取得三級榮譽學位，與AO一職有緣無份。

### 自由黨
劉偉聰其後擔任自由黨創黨主席兼政壇元老李鵬飛的助手及演講辭寫手。他見證著對方放棄穩如泰山的委任議席，循直選晉身立法局成為真正代表民意的代議士，亦曾見證李鵬飛在1998年於直選落敗後毅然辭去黨主席一職。
劉形容，李鵬飛是值得敬佩的政治人物，「佢放棄好安穩嘅委任議席，走去普選。佢名成利就後覺得，民主先係ultimate legitimacy，覺得被elected更加威、名正言順。呢個好重要，係民主政治一個重要嘅價值、理想，就係legitimacy。我講嘅嘢之所以有用，係因為我代表選民；點解我代表選民，因為佢哋投我出嚟。」

### 區議會
2019年，劉偉聰在區議會選舉挑戰自由黨又一村區議員李梓敬，最終以2,487票對2,391票擊敗對手。劉偉聰表示，作為區議員，他感受到區議會職權所限，認為「要將公義帶回香港，必須在更上一層議會努力」。他表示希望在立法會層面能提倡修改打壓人權的法律。

### 民主派初選案
2021年1月，劉偉聰與另外46名參與2020年香港立法會選舉民主派初選的民主派人士被香港警務處國家安全處以涉嫌違反《港區國安法》串謀顛覆國家政權拘捕。劉其後獲准保釋，並表示不認罪。
2024年5月30日，劉偉聰與李予信被香港高等法院裁定串謀顛覆國家政權罪罪名不成立。

## 著作
- 《北狩人間：貝葉常在：一部讀文史書的札記》(2019)
- 《北狩人間：法政奄列》(2020)
- 《北狩人間：少年遊》(2020)
- 《北狩人間：華夷莫辨》(2021)
- 《北狩人間：餘絲》(2022)

## 言論
- 「只有魚蛋，沒有革命」

純粹警民衝突下，被告參加呢件事可以同政治無關。近距離少少嘅觀察，會留意到一部分被告係有理念，但有另一部分，我相信佢哋喺不適當嘅時間，出現喺不適當嘅地點，做不適當嘅事。
- 「法律不等於公義」

劉偉聰認為，大家對法律有一個幾美麗的遐想，認為法律就等如公義。公義係會因時、因地而改變，但法律呢，就可能幾十年都冇人去改，例如我們的暴動法。
- 「除非你覺得那班年輕人是傻的，但他們明白後果都繼續做，即是有些事情，重要過自己的自由、重要過自己的生命——我相信那件事情就是公義。」

劉偉聰憶述，對上一次目睹有人能為公義犧牲自己的性命，是1989年六四事件，萬萬沒想到三十年後會在香港遇上，當中更有他的當事人，而警方的大肆拘捕及檢控並沒有磨滅他們的意志，「但當然，堅定得來，也會有很多擔心和憂慮……他們都是人來的。」
- 「年輕人犯了法，但政府及警察帶頭破壞法治」

劉偉聰承認年輕人犯法，但真正嚴重衝擊法治的是當權者，有權者才能造成法治重大的缺口，「所以如果法治被遭受破壞，第一道防線必定是由政府、公務員、執法者所破壞。」運動至今，已有近六千人被捕，加上警方執法時施加不合比例的暴力，劉偉聰憤言，這是赤裸裸的濫權濫捕，「這是以法律作為武器，拘控異見人士，非常明顯的事實。」
- 「拋頭顱、灑熱血，我做唔到。勇武抗爭，我都做唔到。所以我更加佩服年輕人，居然放棄自己咁多前途、咁多未來，可以為咗呢個地方、為唔認識嘅陌生人，選擇咁嘅路向。」

劉偉聰在訪問中千叮萬囑，不要說他是「幫」年輕人打官司，「我只係碰巧搵到自己的位置」
- 「等如雨傘運動，除咗見到一班年輕人有案底、坐監，可見嘅只有共產黨高壓咗好多。但你衡量一個社會運動，不應只用可見與否的結果去量度，例如雨傘運動便能顯示不同年代的香港人，仲有一部份有良心，唔係咁盲目；又正如六四，除咗死咗咁多人、咁多家庭破碎、共產黨嘅力量更鞏固外，似乎冇嘢好，但長遠睇，我哋秉筆直書將呢啲事講番出嚟，後人會知道世間上有啲嘢叫公義、良知，有啲嘢叫邪惡。」

## 軼事
- 劉偉聰家中有兩隻貓，名為「陳寅恪」和「Dworkin」，是因為劉尊敬史學家陳寅恪和法理家Ronald Dworkin而命名，在區議會選舉中劉亦以「Dworkin」作為競選橫額，成功引起不少話題。[9][10]
- 劉偉聰父親是一名巴士司機

## 外部連結
- 劉偉聰Facebook專頁（页面存档备份，存于）
- 劉偉聰Youtube頻道 （页面存档备份，存于）